# Leonardo Messina
Pour les articles homonymes, voir Messina.
Leonardo Messina, dit « Narduzzo », est né à San Cataldo, dans la province de Caltanissetta, le 22 septembre 1955.

## Biographie
Leonardo Messina grandit dans une famille aux conditions modestes et de tradition mafieuse. Il quitte l'école après le cycle primaire et commence jeune sa carrière criminelle par quelques vols. « Je représente la septième génération appartenant à Cosa Nostra, j'ai été affilié non pas parce que j'étais un voleur ou parce que j'étais capable de tuer, mais parce que j'étais obligé de devenir membre par tradition familiale. ». 
En 1978, il est condamné à quatre ans de prison pour vol. Après sa sortie de prison et une période d'astreinte à résidence, il devient « homme d'honneur ». Le 21 avril 1982, il est affilié au gang local. Après quelques années passées comme simple homme de main, puis pendant dix ans comme chef, il devient chef du clan San Cataldo. Pendant ce temps, il devient l'ami et homme de confiance de Giuseppe Madonia (« Piddu chiacchiera »), fils de Francesco Madonia parrain du clan de Resuttana, proche des Corleonesi. 
En dépit des accusations de vol, de vol qualifié et de trafic de drogue et de certaines ordonnances de résidence obligatoire prononcées contre lui, il est considéré comme un représentant secondaire de la mafia car il a couvert ses activités criminelles en continuant à travailler comme contremaître dans la mine de sel potassique de Pasquasia. En juin 1984, accusé d'être l'instigateur du meurtre d'un trafiquant de drogue, il se retrouve en prison et y reste jusqu'en 1989 puis est acquitté en 1991 par manque de preuves. Leonardo Messina devient le représentant provincial de Cosa Nostra pour Caltanissetta gérant le trafic de drogue avec des ramifications dans d'autres régions italiennes.
En avril 1992, la veille de Pâques, alors qu'il est sur le point de tendre une embuscade à son rival à la direction du clan San Cataldo, il est arrêté et finit en prison. Craignant des représailles contre sa famille, il décide de coopérer avec la justice. Le 30 juin 1992, il témoigne devant le juge Paolo Borsellino, faisant des révélations sur les familles mafieuses des provinces de Caltanissetta, Enna, Palerme, Trapani et Agrigente. Cela provoque un blitz de la police, l'« opération Léopard », qui le 17 novembre 1992 a conduit à l'exécution de plus de 200 ordres de capture dans toute l'Italie.
Leonardo Messina décrit comment les Corleonesi ont organisé leur montée au pouvoir : « Ils ont pris le pouvoir en tuant lentement, lentement tout le monde... Nous nous sommes entichés d'eux parce que nous pensions qu'en nous débarrassant des anciens patrons, nous deviendrions les nouveaux patrons. Certains ont tué leur frère, d'autres leur cousin et ainsi de suite, parce qu'ils pensaient qu'ils allaient prendre leur place. Au lieu de cela, lentement, [les Corleonesi] ont pris le contrôle de tout le système... D'abord, ils se sont servis de nous pour se débarrasser des anciens patrons, puis ils se sont débarrassés de tous ceux qui ont levé la tête, comme Pino Greco (alias Scarpuzzedda, Petite chaussure), Mario Prestifilippo et Vincenzo Puccio... tout ce qui reste, ce sont des hommes sans caractère, qui sont leurs marionnettes ».
Messina est le premier collaborateur de justice (« pentito ») à citer le nom de Giulio Andreotti, comme principal référent politique affilié à Cosa nostra. Il a aussi évoqué l'assassinat de Salvo Lima et la tentative d'influencer la Cour suprême concernant le verdict du Maxi-procès de Palerme, dont l'échec a déclenché la saison des attentats de 1992, ainsi que les premières informations sur la Stidda,, l'association mafieuse rivale de Cosa Nostra, en particulier dans la région d'Agrigente et de Caltanissetta, et les révélations sur les déviances de la franc-maçonnerie et ses relations avec Cosa Nostra,.